# ガイウス・リキニウス・ストロ
ガイウス・リキニウス・ストロまたはガイウス・リキニウス・カルウス・ストロ（ラテン語: Gaius Licinius Stolo、生没年不詳）は紀元前4世紀の共和政ローマの政治家・軍人。護民官を10年務めた後、紀元前364年と紀元前361年に執政官（コンスル）を務めた。リキニウス・セクスティウス法の制定者の一人である。

## 出自
プレブス（平民）であるリキニウス氏族の出身、父のプラエノーメン（第一名、個人名）はガイウス、祖父はプウリウスである。

## 経歴
ティトゥス・リウィウスによれば、ストロの妻は紀元前381年の執政武官マルクス・ファビウス・アンブストゥスの末の娘のファビアであり、アンブストゥスによって政治の道に入ったとされる 。
ストロと同僚護民官のルキウス・セクスティウス・セクスティヌス・ラテラヌスは、紀元前375年から5年間連続して執政武官の選出に対して拒否権を行使した。これはプレブスの権利を拡大しようとする彼らの提案に対して、パトリキ（貴族）の執政武官達がこれを拒否したことに対する報復であった。
記録には、ストロとラテラヌススが紀元前376年から紀元前367年まで連続して護民官を務めたことが示されている。この間に両者の名前をとったリキニウス・セクスティウス法が制定され、2人の執政官のうち1人はプレブスが就任することとなった。土地の分配と債務の解消も、貧困層に歓迎された。
ストロは、パトリキの大反対にもかかわらず、パトリキ2人が任官していたシビュラの書の守護神官職（ドゥウムウィリ・サクリス・ファキウンディス）を廃止し、同じ役職を10人の神官（デケムウィリ・サクリス・ファキウンディス）に増員する法案を成立させた。シビュラの書をパトリキが恣意的に解釈するのを防ぐため、神官の半数はプレブスが務めることとされた。
ストロは紀元前364年に執政官に就任した。パトリキ出身の同僚執政官はガイウス・スルピキウス・ペティクスであった 。この年も前年にローマ第二の創建者とも言われたマルクス・フリウス・カミッルスの命を奪ったローマの疫病は治まらなかった。これを治める意味もあり、ローマで最初の演劇が上演されている。
ストロは紀元前361年にも執政官に就任した。同僚執政官は再びペティクスであった 。両執政官共にヘルニキに進軍し、フェレンテヌム（現在のフェレンティーノ）を占領した。しかし、ガリア軍が参戦すると、ティトゥス・クィンクティウス・ポエヌス・カピトリヌス・クリスピヌスが独裁官（ディクタトル）に任命され、ガリアと戦い、これに勝利した。
後年、彼は自身が成立されたリキニウス・セクスティウス法に違反して土地を所有しているとして告訴され、莫大な罰金を課されている。

## 現代の見方
リウィウスはストロの公的活動にして詳細な記載をしてはいるが、その正確性に関しては疑念がもたれている。リウィウスの記述は紀元前1世紀前半の年代記録者ガイウス・リキニウス・マケル（en）に依存していると思われ、マケルは自身の祖先であるストロの業績を装飾している可能性がある。さらに、リウィウスが述べる多くの事柄は、200年後のグラックス兄弟の改革と類似した点が多い。

## 参考資料
- ティトゥス・リウィウス『ローマ建国史』
- ウァレリウス・マクシムス『有名言行録』